# Everything or Nothing (álbum de Inna)
Everything or Nothing é o décimo álbum de estúdio da cantora e compositora romena Inna. Foi lançado em duas partes, Everything or Nothing #DQH1 e Everything or Nothing #DQH2, 
que foram disponibilizadas para download digital e streaming pela gravadora Global Records em 1º de março e 19 de julho de 2024, respectivamente. A cantora trabalhou 
com os compositores e produtores romenos Sebastian Barac, Marcel Botezan, Alexandru Cotoi, Minelli e Marcel Botezan. Para documentar todo o processo de ciração do álbum, a 
artista publicou em seu canal oficial no YouTube a quarta temporada de sua websérie Dance Queen's House, com a qual também documentou o processo de criação e lançamento de seus álbuns anteriores, Heartbreaker (2020), Champagne Problems (2022) e Just Dance (2023).

## Antecedentes
Após as três primeiras temporadas do projeto Dance Queen's House, que resultaram os álbuns Heartbreaker (2020), Champagne Problems (2022) e Just Dance (2023), Inna deu iníco à
4ª temporada do grande projeto, que começou em 27 de novembro e terminou em 20 de dezembro de 2023. Durante a criação do álbum, a artista ficou um período de 16 dias em uma mansão, onde trabalhou com diversos compositores e produtores romenos.   
Foram lançados um total de 8 episódios curtos nos quais a cantora mais uma vez compartilhou com os fãs os momentos de gravação de seu novo álbum de estúdio. Além disso, em cada episódio eram mostrados pequenos trechos de músicas inéditas.
No dia 1º de março, Inna apresentou a primeira parte do álbum, que se chamava Everything or Nothing. Assim como os lançamentos anteriores, a primeira parte 
foi lançada em forma de mini-álbum com o subtítulo #DQH1 , composto por 6 faixas inéditas.
No dia 19 de julho, a artista apresentou a segunda parte do álbum com o subtítulo #DQH2. O segundo mini-álbum incluiu 5 novas faixas, cantadas em inglês e espanol. 
Todas as músicas acabaram sendo completamente diferentes, mas ainda assim dançantes. A faixa "Tequila", que abre a segunda parte do álbum, é escrita no gênero 
house progressivo. Inna usou esse estilo em seu trabalho pela primeira vez, como variedade e experimentação.

## Singles
Cheeky, uma música com influências orientais junto com reggae e dance-pop, foi lançada como primeiro single do projeto no dia 26 de janeiro de 2024. 
Estilisticamente, a música lembra os singles  “Yalla” do álbum INNA (2015) e “Maza” do álbum Heartbreaker (2020). A música inteira é cantada em inglês, mas a segunda estrofe é cantada em espanhol. 
Além disso, o texto contém a frase em árabe “Yalla Ya Habibi” (traduzida como “Vamos, meu amor”).

## Turnê
Em novembro de 2023, foi anunciado que Inna sairia em turnê pela América do Norte. Os shows aconteceram no mês Abril de 2024 e passarou pelo Canadá e Estados Unidos.
| América do Norte    |               |                |                        |
| 12 de abril de 2024 | Toronto       | Canadá         | Rebel Club             |
| 13 de abril de 2024 | Nova Iorque   | Estados Unidos | Palladium Times Square |
| 14 de abril de 2024 | Chicago       | Estados Unidos | Joe's Live             |
| 17 de abril de 2024 | Miami         | Estados Unidos | Sport of Kings Theatre |
| 19 de abril de 2024 | Seattle       | Estados Unidos | The Showbox            |
| 20 de abril de 2024 | São Francisco | Estados Unidos | The UC Theatre         |
| 21 de abril de 2024 | Los Angeles   | Estados Unidos | Avalon Hollywood       |

## Faixas
No álbum há uma faixa chamada "Be My Lover", que é diferente da música com o mesmo título presente no terceiro álbum de estúdio de Inna, Party Never Ends (2013).
| Everything or Nothing #DQH1 |                         | |                                                |         |  |
| N.º                         | Título                  | Compositor(es)                                                                                          | Produtor(es)                                   | Duração |  |
| 1.                          | "Cheeky"                | Elena Alexandra Apostoleanu Alexandru Cotoi Marcel Botezan Sebastian Barac Adelina Stinga André Alcaraz | Sebastian Barac Marcel Botezan Alexandru Cotoi | 2:22    |  |
| 2.                          | "Love Me"               | Apostoleanu Cotoi Botezan Barac Luisa Ionela Luca                                                       | Barac Botezan Cotoi                            | 2:29    |  |
| 3.                          | "I Follow"              | Apostoleanu Cotoi Botezan Barac Luca                                                                    | Barac Botezan Cotoi                            | 2:37    |  |
| 4.                          | "Everything Or Nothing" | Apostoleanu Cotoi Botezan Barac Luca                                                                    | Barac Botezan Cotoi                            | 2:20    |  |
| 5.                          | "Imagination"           | Apostoleanu Cotoi Botezan Barac Luca                                                                    | Barac Botezan Cotoi                            | 2:50    |  |
| 6.                          | "Be My Lover"           | Apostoleanu Cotoi Botezan Barac Stinga                                                                  | Barac Botezan Cotoi                            | 2:24    |  |
| Duração total:              | Duração total:          | Duração total:                                                                                          | Duração total:                                 | 15:04   |  |

| Everything or Nothing #DQH2 |                            |                                                                                    |                                           |         |  |
| N.º                         | Título                     | Compositor(es)                                                                     | Produtor(es)                              | Duração |  |
| 1.                          | "Tequila"                  | Alex Cotoi Breyan Isaac Elena Alexandra Apostoleanu Marcel Botezan Sebastian Barac | Sebastian Barac Alex Cotoi Marcel Botezan | 2:28    |  |
| 2.                          | "Bazooka"                  | Cotoi Isaac Apostoleanu Botezan Barac                                              | Barac Botezan Cotoi                       | 2:13    |  |
| 3.                          | "Black Lights"             | Cotoi Isaac Apostoleanu Botezan Barac                                              | Barac Botezan Cotoi                       | 2:25    |  |
| 4.                          | "Desperado"                | Cotoi Isaac Apostoleanu Botezan Barac                                              | Barac Botezan Cotoi                       | 2:20    |  |
| 5.                          | "Greatest Story Ever Told" | Cotoi Isaac Apostoleanu Botezan Barac                                              | Barac Botezan Cotoi                       | 1:56    |  |
| Duração total:              | Duração total:             | Duração total:                                                                     | Duração total:                            | 11:24   |  |

## Histórico de Lançamento
| Região | Data                        | Formato                      | Gravadora      |
| ------ | --------------------------- | ---------------------------- | -------------- |
| Várias | 1° de março de 2024 (#DQH1) | streaming • Download digital | Global Records |
| Várias | 19 de julho de 2024 (#DQH2) | streaming • Download digital | Global Records |